# UFC 36
UFC 36: Worlds Collide fue un evento de artes marciales mixtas celebrado por Ultimate Fighting Championship el 22 de marzo de 2002 en el MGM Grand Garden Arena, en Las Vegas, Nevada, Estados Unidos.

## Historia
Barnett sería despojado del título cuando dio positivo por esteroides durante un examen de drogas después del combate.
Nueve pasados o futuros campeones de UFC compitieron en esta tarjeta (incluyendo al menos uno en cada combate), más que cualquier otro evento en la historia de UFC.

## Resultados
| Tarjeta principal | Tarjeta principal | Tarjeta principal | Tarjeta principal | Tarjeta principal                        | Tarjeta principal | Tarjeta principal | Tarjeta principal |
| Categoría         |                   |                   |                   | Método                                   | Ronda             | Tiempo            | Notas             |
| ----------------- | ----------------- | ----------------- | ----------------- | ---------------------------------------- | ----------------- | ----------------- | ----------------- |
| Peso pesado       | Josh Barnett      | derr.             | Randy Couture (c) | TKO (golpes)                             | 2                 | 4:32              | [ a ]             |
| Peso wélter       | Matt Hughes (c)   | derr.             | Hayato Sakurai    | TKO (golpes)                             | 4                 | 3:01              | [ b ]             |
| Peso pesado       | Pedro Rizzo       | derr.             | Andrei Arlovski   | KO (golpes)                              | 3                 | 1:45              |                   |
| Peso medio        | Matt Lindland     | derr.             | Pat Miletich      | TKO (golpes)                             | 1                 | 3:03              |                   |
| Pesos semipesado  | Evan Tanner       | derr.             | Elvis Sinosic     | TKO (corte)                              | 1                 | 2:06              |                   |
| Tarjeta principal |                   |                   |                   |                                          |                   |                   |                   |
| Peso pesado       | Frank Mir         | derr.             | Pete Williams     | Sumisión (Mir lock)                      | 1                 | 0:46              |                   |
| Peso ligero       | Matt Serra        | derr.             | Kelly Dullanty    | Sumisión (triangle choke)                | 1                 | 2:58              |                   |
| Peso wélter       | Sean Sherk        | derr.             | Jutaro Nakao      | Decisión (unánime) (30–27, 30–27, 30–27) | 3                 | 5:00              |                   |

1. ↑  Por el Campeonato de Peso Pesado de UFC.
2. ↑  Por el Campeonato de Peso Welter de UFC.